# Лысая Гора (Лысковский район)
Лы́сая Гора́ — деревня в Лысковском районе Нижегородской области. Входит в состав Трофимовского сельсовета.

## География
Деревня Лысая Гора расположена севернее места впадения реки Ушаковки в реку Валаву и недалеко от впадения Валавы в реку Сундовик. Деревня находится в непосредственной близости к районному центру — городу Лысково, от основной части которого отделена рекой Валавой, и к центру сельсовета — селу Трофимово, от которого отделена рекой Ушаковкой.

## История
Впервые упоминается в 1624 году как деревня Лысые Горы. В обиходе называлась также Лысогорихой.
Деревня получила название из-за соседства с Лысой горой, находящейся ниже по течению Сундовика. Севернее деревни расположена местность Бугры, именуемая так из-за ярко выраженного бугристого ландшафта. При спуске от Бугров к реке Сундовик находилась и деревня Бугры, переставшая существовать после строительства Чебоксарской ГЭС. Известно также место Венец (иногда так именуют вообще коренной холмистый правый берег Волги), по имени которого называется переулок в деревне.

## Население
Деревня никогда не была густо заселена. В 1794 году в ней насчитывалось около 50 жителей.

## Инфраструктура
Улицы деревни Лысая Гора: улица Заречная, улица Нагорная, улица Новая, Венечный переулок.
С селом Трофимово деревня связана мостом через реку Ушаковку.